# Mieszko I.

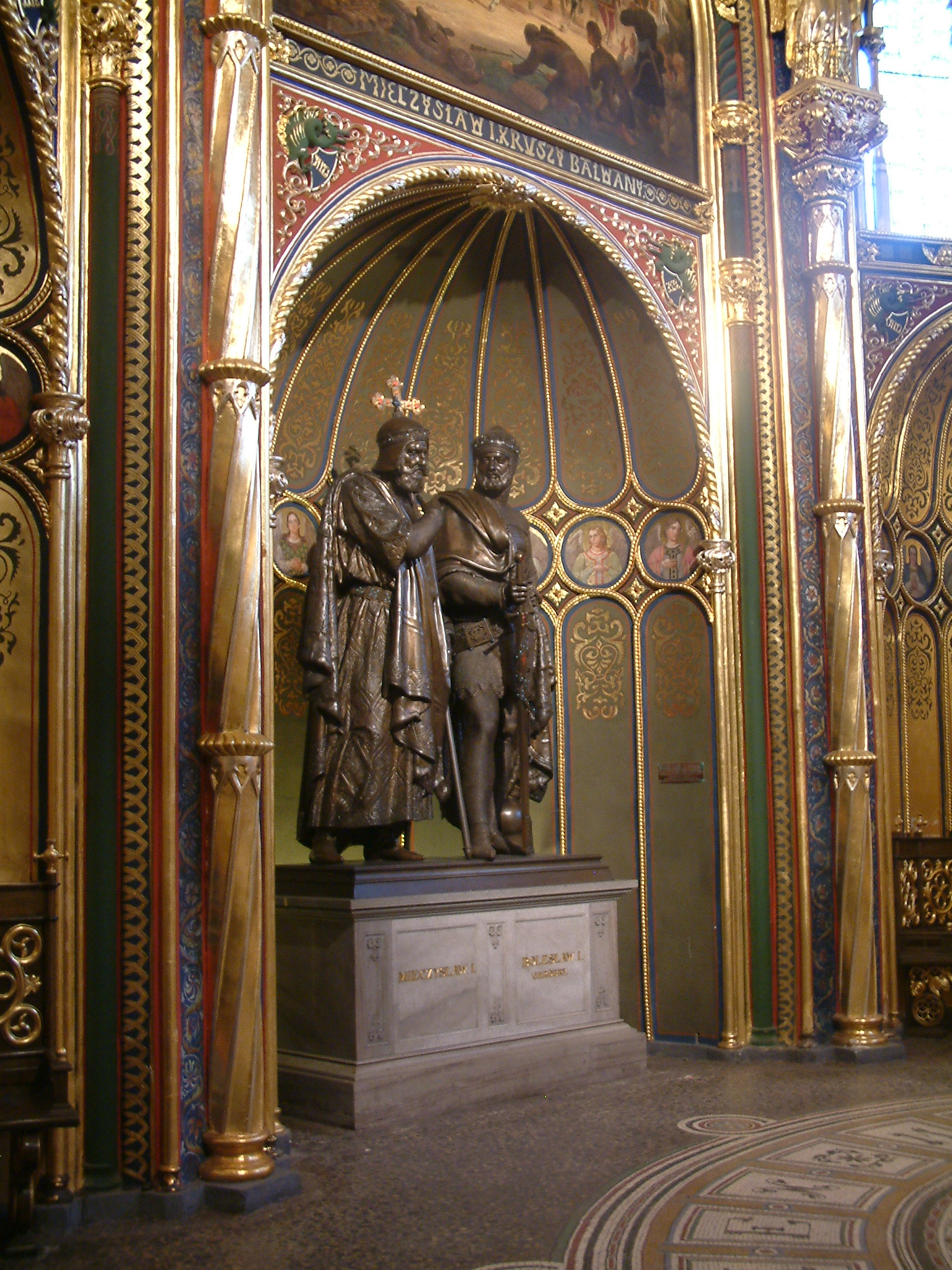
Grabmonument mit den bronzenen Skulpturen von Mieszko und Bolesław I., geschaffen von Christian Daniel Rauch, in der Goldenen Kapelle der Kathedrale zu Posen

Mieszko I. ['mʲɛʃkɔ] (lateinisch Misko, Mysko, Mesco, Miseco; * um 945?; † 25. Mai 992) aus der Herrscherfamilie der Piasten war ein slawischer Fürst (Knes), der in zeitgenössischen Quellen ab etwa 960 als Herzog im Gebiet des heutigen Polen namentlich nachweisbar ist. Sein Sohn Bolesław Chrobry folgte ihm als Herzog und erster König des Königreichs Polen.

## Leben

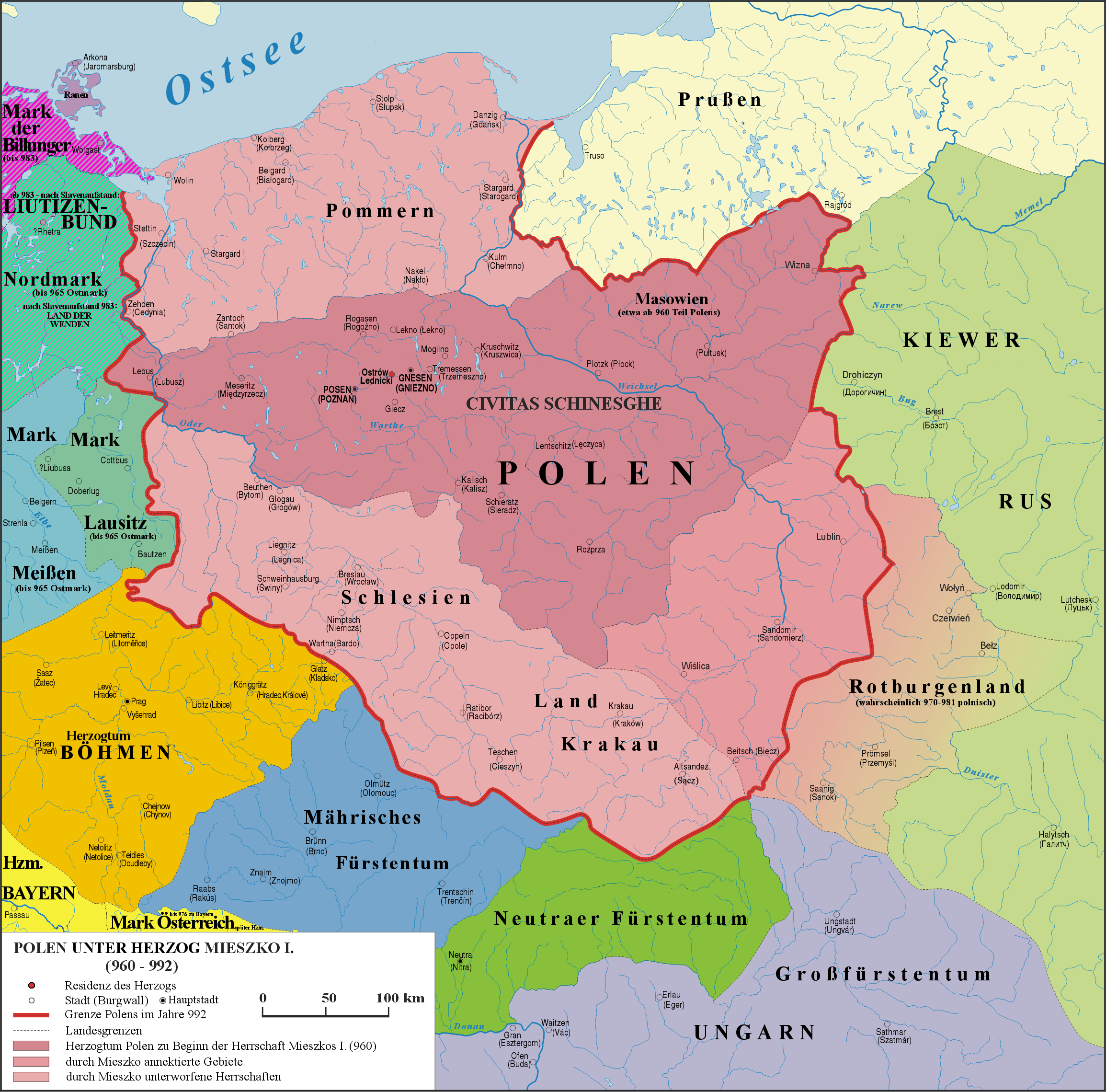
Die territoriale Entwicklung Polens in den Jahren von 960 bis 992 während der Herrschaft Mieszkos

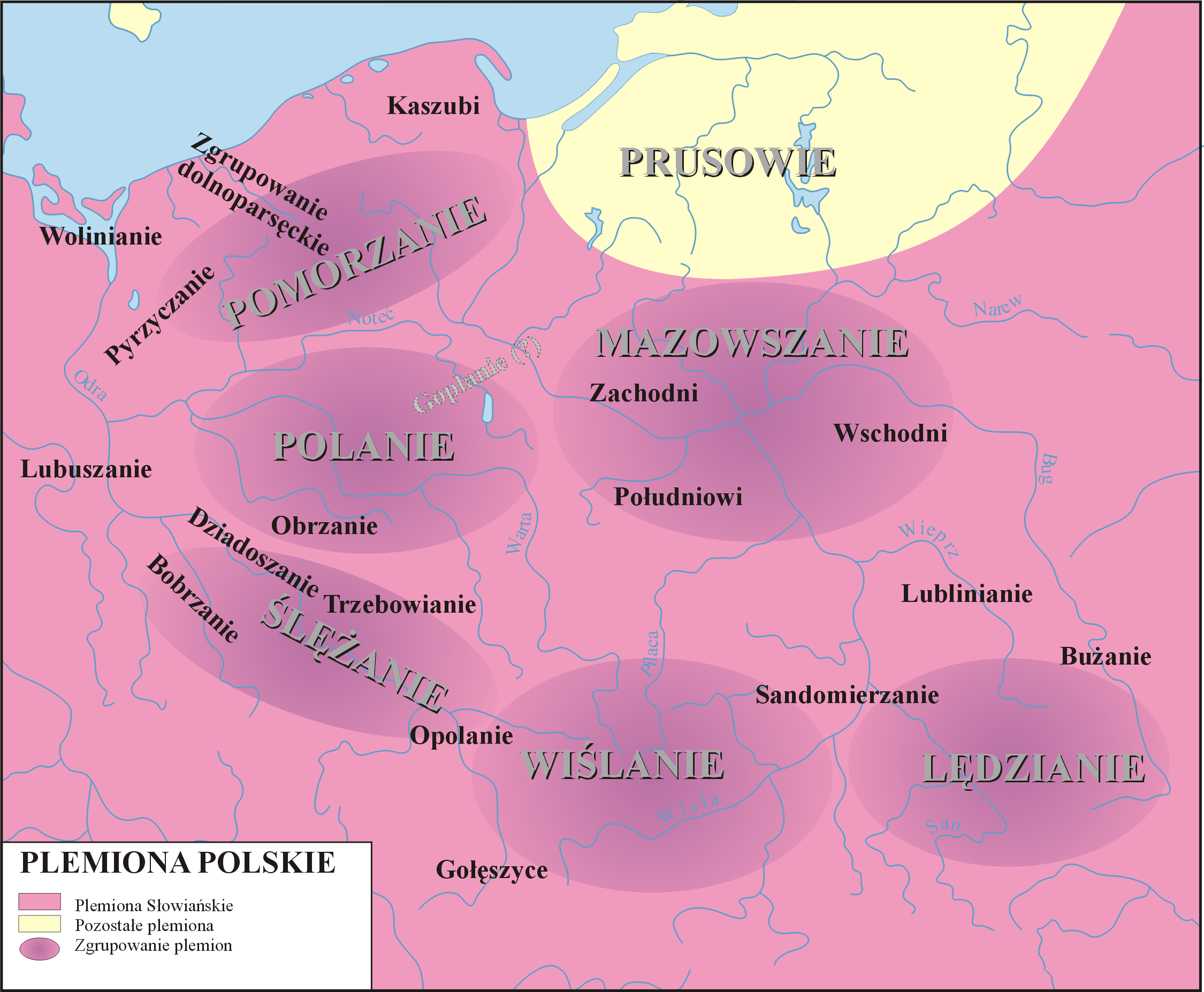
Die „Polnischen Stämme“, die während der Herrschaft von Herzog Mieszko vereinigt wurden, darunter fallen die Polanie, Wiślanie, Ślężanie, Mazowszanie, Pomorzanie und Lędzianie (polnische Karte).

### Herkunft
Sein Geburtsjahr ist nicht überliefert. Ob sein Vater der legendarische Siemomysł war, ist historisch unsicher.
Mieszko wird erstmals für das Jahr 962 oder 963 als rex Misaca (König Misaca) in der um 967 entstandenen Sachsengeschichte des Widukind von Corvey im Zusammenhang mit zwei militärischen Niederlagen Mieszkos gegen ein slawisches Heer unter der Führung des sächsischen Grafen Wichmann II., des Neffen des Sachsenherzogs Hermann Billung, erwähnt. Mieszkos Herrschaftsgebiet lag in dieser Zeit im späteren Großpolen, im Gebiet um Gnesen, Posen, Kruszwica, Giecz und den Goplosee.

### Taufe und Christianisierung
Nach den schweren Niederlagen des Jahres 963 suchte Mieszko die Annäherung an den römisch-deutschen Kaiser Otto I. und schloss ein Bündnis mit dem böhmischen Herrscherhaus der Premysliden, zu dessen Bekräftigung er mit Dobrawa die Tochter des böhmischen Herzogs Boleslav I. heiratete. Voraussetzung für beides war die Annahme des Christentums durch Mieszko und seinen Hof. Zusätzlich versprach der Konfessionswechsel innenpolitisch einen Gewinn an Ansehen und hatte sich in Böhmen als Mittel einer schnellen Integration der unterworfenen heidnischen Stämme bewährt. Dagegen berichtet Thietmar von Merseburg, die Taufe Mieszkos sei erst das Ergebnis späterer Bemühungen seiner Ehefrau Dobrawa gewesen. Ort und Jahr der Taufe sind ungeklärt. Ein Eintrag in den Annales Jordani aus dem 11. Jahrhundert verweist auf das Jahr 966, während die Posener Annalen aus dem 14. Jahrhundert das Jahr 960 anführen. Als mögliche Orte werden Gnesen, Köln, Regensburg, die Insel Ostrów Lednicki oder auch Rom genannt. Die Insel Ostrów Lednicki war wahrscheinlich ein Zentrum der Taufen der Bevölkerung.
Sein neues freundschaftliches Verhältnis zum römisch-deutschen Kaiser trug Mieszko einen Angriff von Seiten des Grafen Wichmann ein, der mit dem Kaiser zerstritten war und seinen alten Feind, den Herzog Hermann von Sachsen, bekriegte. Aus einer von letzterem belagerten Stadt floh Wichmann zu den noch heidnischen Vuloini, wohl den pommerschen Wollinern, und wiegelte diese zum Angriff gegen Mieszko auf. Mieszko, der rechtzeitig gewarnt worden war, unternahm um 967 mit böhmischer Hilfe einen Feldzug gegen Wichmann, der gestellt wurde und den Tod fand.
968 wurde wahrscheinlich in Posen das erste polnische Bistum gegründet.

### Spätere Jahre
Während Kaiser Otto I. in seinen letzten Lebensjahren eine Reise nach Italien unternommen hatte, brach aus unbekannten Gründen eine persönliche Fehde zwischen dem Markgrafen Hodo I. und Mieszko aus. Wie Thietmar von Merseburg später berichtete, pflegte sich Markgraf Hodo hochmütig gegenüber Mieszko zu verhalten, der vor ihm nicht in seinem Pelz erscheinen durfte und sich nicht hinsetzen durfte, wenn Markgraf Hodo stand, eine Behandlung, die Hass erzeugen musste. Mit Graf Siegfried, dem Vater des Bischofs Thietmar von Merseburg, zog Hodo gegen Mieszko am 24. Juni 972 in die für ihn fatale Schlacht bei Zehden, in der Nähe der heutigen Stadt Cedynia an der unteren Oder. Mieszko täuschte eine Flucht vor und lockte die Gegner so in einen Hinterhalt, wo Kampfgenossen warteten und den Truppen des Markgrafen eine schwere Niederlage beibrachten, die nur wenige überlebten.
Kaiser Otto I. forderte die Kontrahenten aus der Ferne zur Einstellung ihrer Feindseligkeiten und zur Eintracht auf. Nachdem der Kaiser 973 über die Alpen in den nördlichen Reichsteil zurückgekehrt war, nahm Mieszko mit anderen slawischen Fürsten zu Ostern 973 am Hoftag zu Quedlinburg teil. Er wurde in einer historischen Quelle einmal als „amicus imperatoris“ („Freund, Vertrauter des Kaisers“) bezeichnet.
Nach dem Tod seiner Frau Dubrawka 977 heiratete Mieszko noch im gleichen, spätestens im darauffolgenden Jahr die Sächsin Oda von Haldensleben, die Tochter von Dietrich, Markgraf der Nordmark, nachdem er sie, vermutlich mit Zustimmung des Vaters, aus dem Kloster Kalbe an der Milde hatte entführen lassen. Diese Hochzeit bedeutete eine Neuausrichtung der Politik Mieszkos: Nicht mehr das Bündnis mit Böhmen, sondern eine Annäherung an das Römisch-Deutsche Reich bestimmte die letzten Jahre seiner Herrschaft. Die Jahrhunderte anhaltende Konkurrenz zwischen Böhmen und Polen nahm in dieser Epoche ihren Anfang. In den Folgejahren kämpfte Mieszko gegen die elbslawischen Lutizen und pomoranischen Wolliner, die noch dem slawischen Heidentum huldigten.
Nach dem Tod Ottos I. schaltete sich Mieszko wie sein Schwager Boleslav II. wiederholt in die Reichspolitik ein. Er gehörte zur Opposition gegen den erst zwanzig Jahre alten Otto II. und verbündete sich mit dessen Gegenspieler, Heinrich dem Zänker von Bayern, ohne dass diese Haltung ihm geschadet hätte; ein im Jahr 979 möglicherweise gegen ihn gerichteter Feldzug blieb, im Gegensatz zu anderen Darstellungen, ergebnislos.
Als der „Zänker“ sich 984 in Quedlinburg zum König wählen ließ, huldigten ihm Mieszko zusammen mit Boleslav II. von Böhmen und dem Abodritenfürsten Mistiwoj als ihrem „König und Herren“. Schon im folgenden Jahr kehrte Mieszko jedoch zur Bindung an die legitime Reichsgewalt Ottos III. zurück und führte gemeinsam mit dem Sachsen einen Feldzug gegen die heidnischen Slawen. Auf dem Quedlinburger Hoftag des Jahres 986, zu dem Mieszko dem Kaiser als exotisches Geschenk ein Kamel mitbrachte, wurde ein neues Treueverhältnis begründet. Dem Text der Quellen nach zu urteilen, handelte es sich dabei nur noch um ein Lehnsverhältnis, allerdings noch nicht mit der Konsequenz des Lehnsentzugs im Fall der Untreue. Mieszko erschien nun als treuer Partner im Kampf gegen die heidnischen Lutizen, schickte dem Kaiser Hilfstruppen und kam zu den Hoftagen.
Dagegen verschlechterten sich seine Beziehungen zu seinem Schwager Boleslav II. von Böhmen. Mieszko war es gelungen, seinen Sohn Bolesław I., den Tapferen, mit einer Tochter von Rikdag, Markgraf von Meißen, zu verheiraten. Boleslav II. von Böhmen sah Meißen jedoch als sein Einflussgebiet an und erlangte bei Heinrich dem Zänker die Erlaubnis, die Burg Meißen zu besetzen. Damit waren die Pläne Mieszkos durchkreuzt. Bolesław I. löste die Ehe mit der Meißnerin und heiratete eine ungarische Prinzessin, um Böhmen durch dieses Bündnis einzukreisen. Allerdings wurden die Ungarn militärisch kaum gegen Böhmen aktiv, so dass Bolesław I. 987 auch diese Ehe wieder auflöste und Emnilda, die Tochter des sorbischen Fürsten Dobromir heiratete. Auch im Reich änderte sich nun die Lage, da die Regentin Theophanu sich gegen Heinrich den Zänker durchsetzen konnte. Mieszko erkannte dies früher als Boleslav II. von Böhmen. Der Polenfürst schlug sich rechtzeitig auf die Seite der Königsmutter und unterstützte sie unter anderem bei den 985 beginnenden Feldzügen gegen die Lutizen. In den ab 990 einsetzenden offenen Grenzstreitigkeiten zwischen Polen und Böhmen unterstützte das Reich deshalb die polnische Seite.
Vermutlich ließ Mieszko kurz vor seinem Tod seine Nachfolgeregelung dokumentieren. Ein Originaldokument ist nicht bekannt, nur 90 Jahre später geschriebene Zusammenfassungen (Regest), die als „Dagome Iudex“ bezeichnet werden. Laut diesen lateinischen Textfragmenten übereigneten ein „Dagome“ und seine Gemahlin „Ote“ (Oda) sowie zwei Söhne ihr Reich dem Heiligen Stuhl. Einer der italienischen Kopisten vermerkte zudem, dass ihm deren Volkszugehörigkeit unbekannt sei und es sich um Sarden handeln könne. Darüber hinaus umfasst es eine Aufzählung der Grenzen des Territoriums. Über den Sinn der Übereignung an den Heiligen Stuhl wird bis heute spekuliert. Solche Schenkungen, bei denen der Geber das Land als Lehen aus kirchlicher Hand zurückerhielt, waren nicht unüblich, wenn auch in kleinerem Umfang. Eine Erklärung ist die beabsichtigte Absicherung des Fürstentums gegen Eroberungen durch andere Reiche. Möglich ist auch, dass Mieszko mit der Schenkung seinen Sohn aus erster Ehe, Bolesław I., aus der Erbfolge ausschließen wollte, denn dieser wird in dem Dokument namentlich nicht genannt. Jedoch machte sich Bolesław I. zum alleinigen Nachfolger durch die Vertreibung seiner Halbbrüder mit deren Mutter Oda.

## Familie
Mieszko herrschte wahrscheinlich zusammen mit seinem Bruder Cidebur. Seine Schwester hieß Athleit (Adelheid). Sie heiratete den ungarischen Großfürsten Géza aus dem Geschlecht der Árpáden.
Etwa um 965 heiratete er Dubrawka von Böhmen, die Tochter des böhmischen Herzogs Boleslav I. Aus der Ehe mit Dubrawka hatte er mindestens zwei Kinder:
- Bolesław I. (967–1025), erster König von Polen
- Sigrid (Świentosława; * um 966 † nach 1014), Ehefrau von König Sven Gabelbart von Schweden und Dänemark, Mutter von König Harald II. von Dänemark, König Knut dem Großen und Santslaue (Swantoslawa)
- Vermutlich stammte auch der spätere böhmische Herzog Vladivoj aus dieser Ehe.

Aus der Ehe mit Oda von Haldensleben stammen möglicherweise drei Söhne:
- Swantopolk (* um 970 † ?)
- Mieszko (* um 970 † nach 992)
- Lambert (* um 970 † nach 992)